# Turó de Cisnolla
El Turó de Cisnolla és una muntanya de 800,6 metres d'altitud que es troba a cavall dels termes municipals de Castellterçol i Granera, a la comarca del Moianès.

El Turó de Cisnolla, respecte de Granera

Està situat en el sector nord-oest del terme de Granera i en el sud-oest del de Castellterçol, al nord-est de la Trona i de l'extrem de llevant de la Serra de l'Olleret. És al nord-oest de la masia de la Manyosa i al sud-est de la de Vila-rúbia.